# Der Bulle von Tölz: Liebespaarmörder
Liebespaarmörder ist ein deutscher Fernsehfilm von Werner Masten aus dem Jahr 2002 nach einem Drehbuch von Ralph Werner. Es ist die 34. Folge der Krimiserie Der Bulle von Tölz mit Ottfried Fischer als Hauptdarsteller in der Rolle des Hauptkommissars Benno Berghammer. Die Erstausstrahlung erfolgte am 23. Januar 2002 auf Sat.1.

## Handlung
An einem Badeweiher liegen die Leichen von Julia Bammer und Felix Nowak. Das jugendliche Liebespaar wurde erschossen und mit einem Kreis aus Rosenblättern umrahmt. Der Mord weckt in Hauptkommissar Benno Berghammer Erinnerungen an einen ähnlichen Fall vor zehn Jahren. Damals wurde der geistig zurückgebliebene Alois
„Spider“ Flicker verurteilt. Inzwischen ist er wieder frei, weil Gerichtspräsident a. D. Dr. Berthold „Bertl“ Schwaninger sich damals für ein mildes Urteil für den Mörder der Freundin seines Sohnes eingesetzt hatte. Flicker zählt als bekannter Spanner erneut zu den Verdächtigen, aber auch Tom Reif, Julias ehemaliger Liebhaber, der jedoch den ganzen Abend in einer Disco gewesen sein will.
Im Zuge der Ermittlungen holt Berghammer auch die alten Akten noch einmal hervor und entdeckt, dass wichtiges Beweismaterial unterschlagen wurde. Sein Vorgänger, Kommissar Kilian, übergibt ihm ein Tütchen mit Haaren, die in der Hand eines der damaligen Opfer gefunden wurden. Kilian hat die Haare als Rückversicherung zu Hause aufbewahrt; nun ist er aber krank und hat nicht mehr lange zu leben, weshalb er keine Angst mehr vor eventuellen Konsequenzen hat. Gerichtspräsident Schwaninger hat nämlich seinerzeit den Weg zu Kilians Vorruhestand geebnet und dafür verlangt, dass er die Haare verschwinden lässt.
Tom Reifs Alibi stellt sich als falsch heraus; er war nicht ununterbrochen in der Disco. Außerdem ist die Sportpistole seines Vaters verschwunden.
Hauptkommissarin Sabrina Lorenz besorgt sich Julia Bammers Tagebuch und stellt fest, dass das Mädchen alle Freunde mit Vornamen genannt hat, nur einen gewissen H. W., von dem sie glaubt, dass er in sie verliebt ist, hat sie abgekürzt. Von Julias bester Freundin Birgit Hauser erfahren die Kommissare, dass es sich dabei um den Nachhilfelehrer Hans Weickl handelt. Sie glaubt nicht, dass er in Julia verliebt war; er habe sich unwohl gefühlt, wenn er mit Julia auch nur kurze Zeit alleine gewesen sei.
Es stellt sich heraus, dass Hans Weickl vor fünf Jahren einen Unfall hatte und mehrere Wochen im Krankenhaus verbringen musste. Sein Unfallgegner war Dr. Horst Bammer, Julias Vater. Laut dessen Aussage ist Weickl ihm nachts mit dem Fahrrad auf der falschen Straßenseite begegnet; er habe ihn zu spät gesehen und so sei es passiert. Weickl habe sich jahrelang durch alle Instanzen gekämpft, doch sei ihm überall eine Teilschuld zugesprochen worden, zuletzt vor drei Monaten. Soweit ihm bekannt sei, hätten die Ärzte ihn wieder gut hingekriegt. Lehrerin Marianne Kornmann, die Ex-Verlobte von Hans Weickl, sagt hingegen, der Unfall habe seine Karriere als Skirennläufer und damit sein Leben zerstört. Er habe sich völlig abgekapselt; sie habe sich schließlich von ihm getrennt, um nicht selbst daran zu zerbrechen.
Staatsanwältin Dr. Zirner ist mit den Fortschritten der Ermittlungen nicht zufrieden. Sie hat Alois Flicker im Visier, weil der aktuelle Fall und der Doppelmord von vor zehn Jahren unbestreitbare Parallelen aufweisen. Zirner übernimmt kurzerhand selbst die Befragung und erhält sogar ein Geständnis.
Als sich herausstellt, dass die ausgerissenen Haare vom Liebespaarmord vor zehn Jahren nicht von Alois Flicker stammen, setzt Kommissar Berghammer den Kurdirektor Franz Hauswirth, einen einstigen Schulfreund von Rechtsanwalt Dr. Roland Schwaninger, dem Sohn des Gerichtspräsidenten, dermaßen unter Druck, dass er einknickt und zugibt, dem jungen Schwaninger ein falsches Alibi gegeben zu haben. Daraufhin wird eine Genanalyse angeordnet. Richter a. D. Dr. Schwaninger rät seinem Sohn, die Aussage zu verweigern, doch dieser will sich nicht mehr länger bevormunden lassen und gesteht, seine Freundin und ihren Liebhaber aus Eifersucht erschossen zu haben. Dass die Tatwaffe nie identifiziert werden konnte, erklärt er damit, dass das Jagdgewehr seines Vaters einen austauschbaren Lauf habe.
Die Sportpistole von Tom Reifs Vater wird in dem Badeweiher gefunden, wo auch die Morde verübt wurden; es handelt sich eindeutig um die Tatwaffe, doch Tom Reif streitet nach wie vor alles ab. Schließlich stellt sich heraus, dass Toms Bruder Nachhilfeunterricht von Hans Weickl bekommt, manchmal auch zu Hause. Bei einer dieser Gelegenheiten dürfte der Lehrer die Waffe mitgenommen haben.
Marianne Kornmann bestätigt den Verdacht der Kommissare, dass Hans Weickl bei dem Unfall seine Manneskraft eingebüßt hat und dies der wahre Grund für die Trennung war. Sie suchen den Nachhilfelehrer auf und werfen ihm vor, sich an Dr. Bammer gerächt zu haben. Als Weickl die Tat beharrlich leugnet, greift Benno Berghammer in die Trickkiste und behauptet, eine Nachbarin habe ihn in der fraglichen Nacht auf dem Fahrrad wegfahren und erst Stunden später zurückkommen sehen. Er bestreitet auch dies, doch als Sabrina Lorenz ihm versichert, sie würden ganz bestimmt eine Spur von ihm finden, gibt er sich geschlagen. All die Jahre habe er auf den Moment gewartet, in dem Dr. Bammer so leide und nie wieder glücklich sein werde.

## Hintergrund
Die Dreharbeiten wurden in Bad Tölz und am Kirchsee durchgeführt; als Schauplatz für die „Pension Resi“ diente das Hollerhaus Irschenhausen.
Josephine Jacob, die in dieser Folge die Rolle der Birgit Hauser spielt, ist die Tochter von Katerina Jacob.
Holger Schwiers, der in dieser Folge die Rolle des Herrn Reif verkörpert, ist der Onkel von Katerina Jacob.

## Kritik
Die Programmzeitschrift TV Spielfilm schreibt: „TV-Krimi, der mal so richtig gut funktioniert.“ Fazit: „One-Man-Show mit interessantem Fall.“